# Jan Krosnowski (zm. 1702)
Jan Krosnowski herbu Junosza (zm. 19 lipca 1702 w bitwie pod Kliszowem) – chorąży kamieniecki w latach 1691-1702, stolnik gostyniński w 1691 roku, pułkownik królewski, rotmistrz królewski w 1683 roku, sędzia kapturowy ziemi lwowskiej w 1696 roku.
Poseł sejmiku podolskiego na sejm nadzwyczajny 1693 roku.
Był elektorem Augusta II Mocnego z województwa podolskiego oraz z ziemi lwowskiej i przemyskiej w 1697 roku. Jako  deputat z województwa podolskiego podpisał jego pacta conventa. 